# Steve Earle
 (juin 2019).
Si vous disposez d'ouvrages ou d'articles de référence ou si vous connaissez des sites web de qualité traitant du thème abordé ici, merci de compléter l'article en donnant les références utiles à sa vérifiabilité et en les liant à la section « Notes et références ».
Steve Earle, (Stephen Fain Earle pour l'état-civil), né le 17 janvier 1955 à Fort Monroe en Virginie, est un guitariste américain, apparu au public avec la scène country alternative du début des années 1980.

## Biographie
Steve Earle passe ses dernières années d'adolescence à parcourir le Texas en stop avec sa guitare dans le but de devenir un grand hors-la-loi de la musique country comme Waylon Jennings, Willie Nelson ou Townes Van Zandt. Il arrive à Nashville en 1974 avec 6 dollars en poche et commence à jouer avec le songwriter texan Guy Clark.
Il sort son premier album Guitar Town en 1986 seulement et se retrouve à la tête du mouvement néo-country ou Alt-Country avec Dwight Yoakam.
L'album suivant, Exit O est trop rock au goût de Nashville. Ce qui ne dérange pas Earle qui continue son chemin imperturbable. En 1988 sort l'album Copperhead Road qui encore une fois mélange morceaux Country et Rock. Il y ajoute aussi une touche irlandaise avec la chanson Johnny come Lately enregistrée avec The Pogues. Maria McKee, ex-Lone Justice, participe aussi sur une chanson.
À cette époque, Steve Earle qui a déjà quatre mariages derrière lui, se marie une cinquième fois et déménage à Los Angeles. Il se laisse alors aller à la drogue et devient accro au crack. Viré par sa maison de disques MCA, il revient à Nashville, se sépare de sa femme, et s'enfonce plus encore dans la drogue. 1993 et 1994 sont deux années terribles passées drogué à errer dans les rues de Nashville. Il reprend une relation avec sa quatrième épouse, Lou-Ann Gill (selon Steve, ils se sont réunis « parce que leur divorce n'a pas marché ») mais se fait arrêter peu après pour possession d'héroïne. Il se cache un temps en Géorgie, puis se rend à la justice, lorsqu'il apprend par le journal qu'il est condamné à un an de prison seulement. Il purge sa peine dans un pénitencier du Tennessee, où il doit apprendre à se passer des drogues sans assistance médicale. Il est finalement libéré avant la fin de sa peine pour avoir accepté de suivre une cure de désintoxication.
Libéré en novembre 1994, il se précipite en studio et enregistre l'album acoustique Train A Comin'. Puis pratiquement dans la foulée I Feel Alright, album rock et country, dans la lignée de Copperhead road, qui sort en 1996 sur le label E-Squared qu'il a formé avec Jack Emerson, ex-manager de Jason and the Scorchers et Georgia Satellites.
Les albums suivants le voient passer du Bluegrass avec l'album The Mountain enregistré avec The Del McCoury Band (en 1999), a un son plus rock avec The Revolution Starts …Now en 2004.
En 2002, il est au cœur de la controverse après la sortie de son album Jerusalem qui comprend une chanson intitulée John Walker's Blues écrite à la première personne sur le taliban américain John Walker Lindh.
Il est aussi producteur pour ses propres albums ainsi que pour d'autres artistes signés sur son label tels The V-Roys (album Just Add Ice, en 1996).
Steve Earle s'est lancé dans l'écriture en 2005 avec un recueil de nouvelles, Doghouse Roses, publié en France sous le titre Les Roses du pardon. En 2011, il a publié son premier roman, I'll never get out of this world alive, et un album du même nom, hommage à son idole de toujours, Hank Williams. L'ouvrage est paru en France aux éditions l'Écailler sous le titre Je ne quitterai pas ce monde en vie.
Il a enfin participé à la série TV HBO The Wire (Sur écoute), où il interprète un sponsor assistant un accro sur une dizaine d'épisodes. Il a réalisé une version du générique de la série Way Down in the Hole (Tom Waits), pour la 5e et dernière saison de la série. Il joue aussi dans Treme, une autre série télévisée américaine créée par David Simon pour HBO, où il interprète Harley Watt, un musicien de rue.
Guéri de ses mauvaises habitudes, Steve Earle malgré les difficultés reste fidèle à lui-même et tient à son indépendance rebelle, inclassable entre rock et country.
En 2014, il compose la musique pour la chanson-titre de l'album Give my Love to London de Marianne Faithfull,  sur laquelle il joue la guitare.
De son propre aveu : « Quand quelqu'un me dit de faire quelque chose, j'y réfléchis généralement quelques secondes, et je fais exactement l'opposé. »

## Discographie

### Participations
- Steal This Movie (B.O.F) ; Time Has Come Today, en duo avec Sheryl Crow  (2000)
- Por Vida, a tribute to the songs of Alejandro Escovedo, Paradise (2004)
- Chimes of Freedom:The Songs of Bob Dylan Honoring 50 Years of Amnesty International : One more cup of coffee  (2012)
- Give my Love to London de Marianne Faithfull : Guitare sur la chanson-titre, Steve a composé la musique et le texte est de Marianne. (2014)